# Кей, Дэнни
Дэнни Кей (англ. Danny Kaye; настоящее имя Дэвид Дэниел Каминский, 18 января 1911, Бруклин, Нью-Йорк — 3 марта 1987, Лос-Анджелес, Калифорния) — американский актёр, певец и комик.

## Биография
Родился в Бруклине в семье еврейских иммигрантов из Российской империи Якова и Клары Каминских. Двоюродный брат актрисы Иды Камински. В возрасте 13 лет, бросив школу, он начал работать в так называемом «Борщовом поясе» — сети курортных отелей в Катскильских горах. В 1933 году присоединился к танцорам Дэйву Харви и Кэтлин Янг. Во время своего премьерного выступления Кей потерял равновесие, чем сильно рассмешил публику. Неудача послужила отправной точкой для его будущего амплуа.
Актёрский дебют Кея состоялся в 1935 году в комедийном короткометражном фильме «Луна над Манхэттеном» (англ. Moon Over Manhattan). В 1941 году, после премьеры мюзикла «Леди в темноте», он стал настоящей звездой Бродвея. Первым полнометражным фильмом актёра стала комедия 1944 года «Вступайте в ряды армии». Вслед за этим последовали работы в таких картинах, как «Чудо-человек» (1945), «Тайная жизнь Уолтера Митти» (1947), «Ханс Кристиан Андерсен» (1952), «Светлое Рождество» (1954) и др.
Кей был дважды награждён «Золотым глобусом» в номинации «лучшая мужская роль в комедии или мюзикле» за работы в фильмах «На Ривьере» (1951) и «Я и полковник» (1959). C 1963 по 1967 год он вёл собственную программу The Danny Kaye Show. Его последним выступлением стала роль в комедийном сериале «Шоу Косби» (The Cosby Show) в эпизоде «Зубной врач» в 1986 году.
Кей неоднократно выступал в роли посла ЮНИСЕФ. Скончался в 1987 году от сердечного приступа. У него осталась жена, Сильвия Файн, и дочь Дена.
У Дэнни три звезды на Голливудской Аллее Славы, за вклад в развитие киноиндустрии — 6563, за вклад в развитие радио — 6100, и за вклад в развитие музыкальной индустрии — 6800.

## Фильмография
| Год  |     | Русское название           | Оригинальное название                                        | Роль                                  |
| ---- | --- | -------------------------- | ------------------------------------------------------------ | ------------------------------------- |
| 1937 | кор | —                          | Dime a Dance                                                 | Эдди                                  |
| 1938 | кор | —                          | Getting an Eyeful                                            | Николай Николаевич                    |
| 1938 | кор | —                          | Cupid Takes a Holiday                                        | Николай Николаевич                    |
| 1938 | кор | —                          | Money on Your Life                                           | Николай Николаевич                    |
| 1938 | тф  | —                          | Autumn Laughter                                              | н/д                                   |
| 1944 | ф   | Вступайте в ряды армии     | Up in Arms                                                   | Дэнни Уимс                            |
| 1945 | ф   | Чудо-человек               | Wonder Man                                                   | Эдвин Дингл / Баззи Беллью            |
| 1946 | ф   | Малыш из Бруклина          | The Kid from Brooklyn                                        | Берли Салливан                        |
| 1947 | ф   | Тайная жизнь Уолтера Митти | The Secret Life of Walter Mitty                              | Уолтер Митти                          |
| 1948 | ф   | Песня рождена              | A Song Is Born                                               | профессор Хобарт Фрисби               |
| 1949 | ф   | Это великое чувство        | It’s a Great Feeling                                         | в роли самого себя                    |
| 1949 | ф   | Спецотряд                  | Task Force                                                   | офицер на танцах                      |
| 1949 | ф   | Ревизор                    | The Inspector General                                        | Георгий                               |
| 1951 | ф   | На Ривьере                 | On the Riviera                                               | Джек Мартин / Генри Дюран             |
| 1952 | ф   | Ханс Кристиан Андерсен     | Hans Christian Andersen                                      | Ханс Кристиан Андерсен                |
| 1954 | ф   | Стучи по дереву            | Knock on Wood                                                | Джерри Морган / Папа Морган / Кларенс |
| 1954 | ф   | Светлое Рождество          | White Christmas                                              | Фил Дейвис                            |
| 1955 | ф   | Придворный шут             | The Court Jester                                             | Хьюберт Хокинс                        |
| 1958 | ф   | Весёлый Эндрю              | Merry Andrew                                                 | Эндрю Лараби                          |
| 1958 | ф   | Я и полковник              | Me and the Colonel                                           | С. Л. Джакобовски                     |
| 1959 | ф   | Пять Пенни                 | The Five Pennies                                             | «Ред» Николс                          |
| 1961 | ф   | Два сапога пара            | On the Double                                                | рядовой Эрни Уильямс                  |
| 1963 | ф   | —                          | The Man from the Diners’ Club                                | Эрнест Кленк                          |
| 1969 | ф   | Безумная из Шайо           | The Madwoman of Chaillot                                     | тряпичник                             |
| 1970 | с   | Хохмы Роуэна и Мартина     | Laugh-In                                                     | гость                                 |
| 1971 | мф  | А вот и Кролик Пушистик    | Here Comes Peter Cottontail                                  | разные персонажи                      |
| 1972 | мф  | —                          | The Enchanted World of Danny Kaye: The Emperor’s New Clothes | Мармадюк                              |
| 1976 | тф  | Питер Пэн                  | Peter Pan                                                    | капитан Крюк / мистер Дарлинг         |
| 1976 | тф  | Пиноккио                   | Pinocchio                                                    | Джеппетто / Борис Строганов           |
| 1981 | тф  | —                          | Skokie                                                       | Макс Фельдман                         |
| 1985 | с   | Сумеречная зона            | The Twilight Zone                                            | Гаспар                                |
| 1986 | с   | Шоу Косби                  | The Cosby Show                                               | доктор Бернс                          |

## Награды и номинации
| Год  | Награда                        | Категория                                                                  | Название работы           | Результат |
| ---- | ------------------------------ | -------------------------------------------------------------------------- | ------------------------- | --------- |
| 1955 | Оскар                          | Почётный Оскар за выдающиеся заслуги в кинематографе                       | н/д                       | Победа    |
| 1982 | Оскар                          | Награда имени Джина Хершолта                                               | н/д                       | Победа    |
| 1952 | Золотой глобус                 | Лучшая мужская роль в комедии или мюзикле                                  | На Ривьере                | Победа    |
| 1953 | Золотой глобус                 | Лучшая мужская роль в комедии или мюзикле                                  | Ханс Кристиан Андерсен    | Номинация |
| 1957 | Золотой глобус                 | Лучшая мужская роль в комедии или мюзикле                                  | Придворный шут            | Номинация |
| 1959 | Золотой глобус                 | Лучшая мужская роль в комедии или мюзикле                                  | Я и полковник             | Победа    |
| 1982 | Золотой глобус                 | Лучшая мужская роль в мини-сериале или телефильме                          | Skokie                    | Номинация |
| 1963 | Эмми                           | Лучшее выступление в варьете или музыкальной программе                     | Шоу Дэнни Кея и Люси Болл | Номинация |
| 1964 | Эмми                           | Лучшее выступление в варьете или музыкальной программе                     | Шоу Дэнни Кея             | Победа    |
| 1965 | Эмми                           | Выдающиеся индивидуальные достижения в развлечениях — актёры и исполнители | Шоу Дэнни Кея             | Номинация |
| 1986 | Эмми                           | Лучшая гостевая роль в комедийном телесериале                              | Шоу Косби                 | Номинация |
| 1983 | Премия Гильдии киноактёров США | Премия Гильдии киноактёров США за вклад в кинематограф                     | н/д                       | Победа    |